# Totalitní demokracie
Totalitní demokracie je paradoxní pojem popularizovaný izraelským historikem J. L. Talmonem, který označuje vládní systém, ve kterém zákonně zvolení zástupci zachovávají integritu národního státu, ovšem jehož občané, i když jim bylo přiznáno volební právo, mají malou nebo žádnou možnost účasti na rozhodování respektive na procesu tvorby vlády. Tento pojem dříve používali Bertrand de Jouvenel, E. H. Carr a následně William Engdahl či Sheldon S. Wolin.
O totalitní demokracii mluví také český libertarián a anarchokapitalista Martin Urza jako o totalitní, tedy násilné vládě většiny, která omezuje negativní práva menšiny.
Talmon termínem totalitní demokracie označuje politický systém, v němž legálně zvolení zástupci prosazují absolutní moc a potlačují individuální svobody ve jménu kolektivní vůle nebo jediné správné ideologie. Podle Talmona se tento typ demokracie vyznačuje několika klíčovými principy:
- Víra v jedinou, absolutní pravdu: Totalitní demokracie vychází z přesvědčení, že existuje jediný správný způsob uspořádání společnosti a státu, který má být prosazován všemi prostředky.
- Potlačení politického pluralismu: Opozice a alternativní názory jsou považovány za překážku dosažení této jediné pravdy a jsou aktivně potlačovány.
- Důraz na kolektivní cíle: Individuální práva a svobody ustupují do pozadí před údajnými zájmy celku nebo národa.
- Využívání demokratických mechanismů k legitimizaci: Volby a referenda mohou být využívány k získání a udržení moci, aniž by však byla respektována skutečná podstata demokracie, jako je ochrana menšin a svoboda projevu.
- Snaha o totální kontrolu: Režim usiluje o kontrolu nejen politické a ekonomické sféry, ale i myšlení, kultury a soukromého života občanů.

Talmon ve své práci argumentoval, že kořeny totalitní demokracie lze nalézt již v myšlenkách osvícenství a Francouzské revoluce, kde se objevila idea suverenity lidu spojená s vírou v možnost vytvoření dokonalé společnosti. Jeho práce podnítila významnou diskusi o povaze demokracie a nebezpečích, která mohou vzniknout, pokud se demokratické principy zvrhnou v nástroj útlaku. Kromě této klíčové koncepce se Talmon věnoval i studiu politického mesianismu a širším souvislostem moderních ideologií.